# Ecteinascidia rubricollis
Ecteinascidia rubricollis är en sjöpungsart som beskrevs av Sluiter 1885. Ecteinascidia rubricollis ingår i släktet Ecteinascidia och familjen Perophoridae. Inga underarter finns listade i Catalogue of Life.